# قرار مجلس الأمن التابع للأمم المتحدة رقم 1636
تم اعتماد قرار مجلس الأمن التابع للأمم المتحدة رقم 1636 بالإجماع في 31 تشرين الأول / أكتوبر 2005، بعد التأكيد على قرارات المجلس رقم 1373 للعام 2001 ورقم 1566 للعام 2004 ورقم 1595 للعام 2005، أوضح المجلس بأن السلطات السورية تتعاون بشكل بشكل شكلي فقط مع التحقيق الذي تقوم به لجنة التحقيق الدولية المستقلة التابعة للأمم المتحدة (UNIIIC) بخصوص اغتيال رئيس وزراء لبنان الأسبق رفيق الحريري حيث حاول بعض المسؤولون تضليل التحقيق.